# 圣文德尔县
圣文德尔县（德語：Landkreis St. Wendel），德国萨尔兰州的一个县，首府圣文德尔。

## 地理
圣文德尔县北面与特里尔-萨尔堡县（莱茵兰-普法尔茨州），东面与库瑟尔县（莱茵兰-普法尔茨州），南面与诺因基兴县，西南面与萨尔路易县，西面与梅尔齐希-瓦登县相邻。